# Камквамба, Уильям
Уильям Камквамба (родился 5 августа 1987 года) — малавийский изобретатель, инженер и писатель. Он получил известность в своей стране в 2001 году, когда построил ветряной генератор для снабжения водой дом своей семьи в Уимбе, в 32 км к востоку от Касунгу. Ветряк он построил из древесины, деталей велосипедов и других материалов, собранных на местной свалке. С тех пор он построил водяной насос, питающий питьевой водой родную деревню за счёт энергии солнца, а также две другие ветряные турбины (самая высокая — 12 метров).

## Жизнь и карьера
Камквамба родился в семье бедных крестьян. Ему нравилось играть со своими друзьями Гилбертом и Джеффри, используя переработанные материалы. Камквамба бросил школу из-за массового неурожая и голода и не смог позже вернуться, потому что его семья была не в состоянии оплачивать обучение. Желая не отставать от сверстников, Камквамба посещал местную школьную библиотеку. Там он открыл свою любовь к электронике. Однажды он открыл небольшой бизнес по ремонту радиоприёмников в своей деревне, но эта работа не принесла ему много денег.

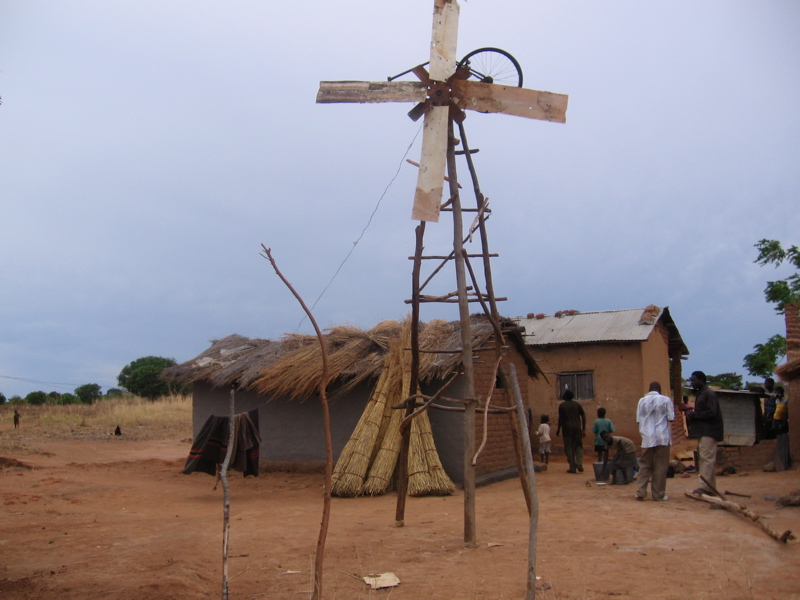
Первая ветряная турбина Вильяма

Прочитав книгу «Using Energy» (Использование энергии), Камквамба решил построить самодельный ветряк. Он экспериментировал на небольшой модели, используя дешёвый генератор, и в конце концов создал работающую ветряную турбину, которая приводила в действие несколько электроприборов в доме. Местные фермеры и журналисты заинтересовались вращающимся устройством, и Камквамба стал внезапно известен на международном уровне. На сайте Hacktivate появилась публикация о его достижениях, и Камквамба принял участие в первом мероприятии, посвящённом такому виду изобретательности, под названием Maker Faire Africa («Ярмарка мастеров») в Гане в августе 2009 года.

## Слава

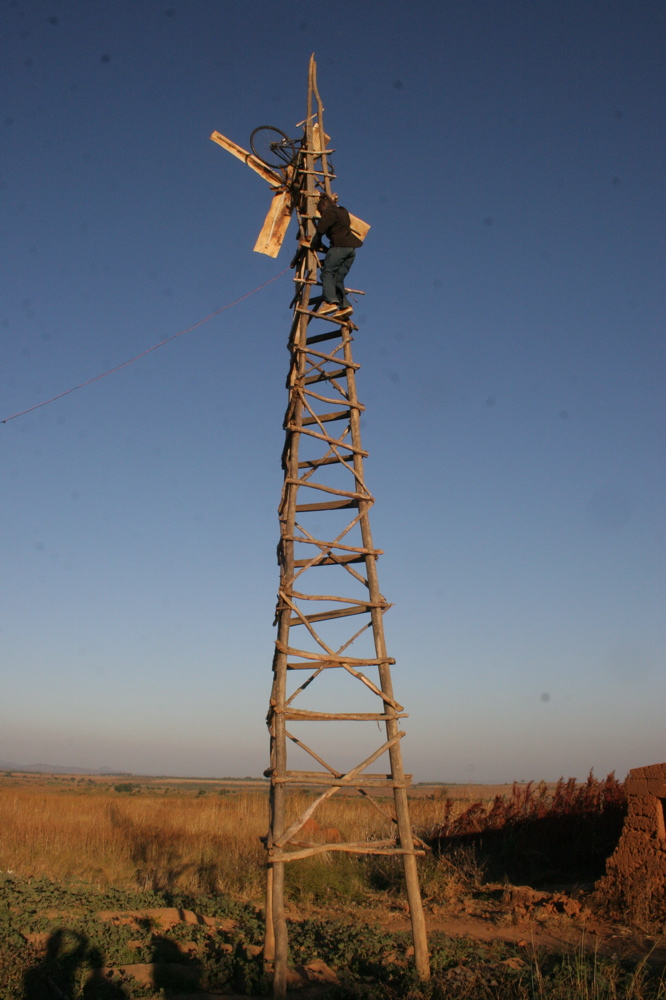
Новая ветряная мельница Уильяма Камквамбы

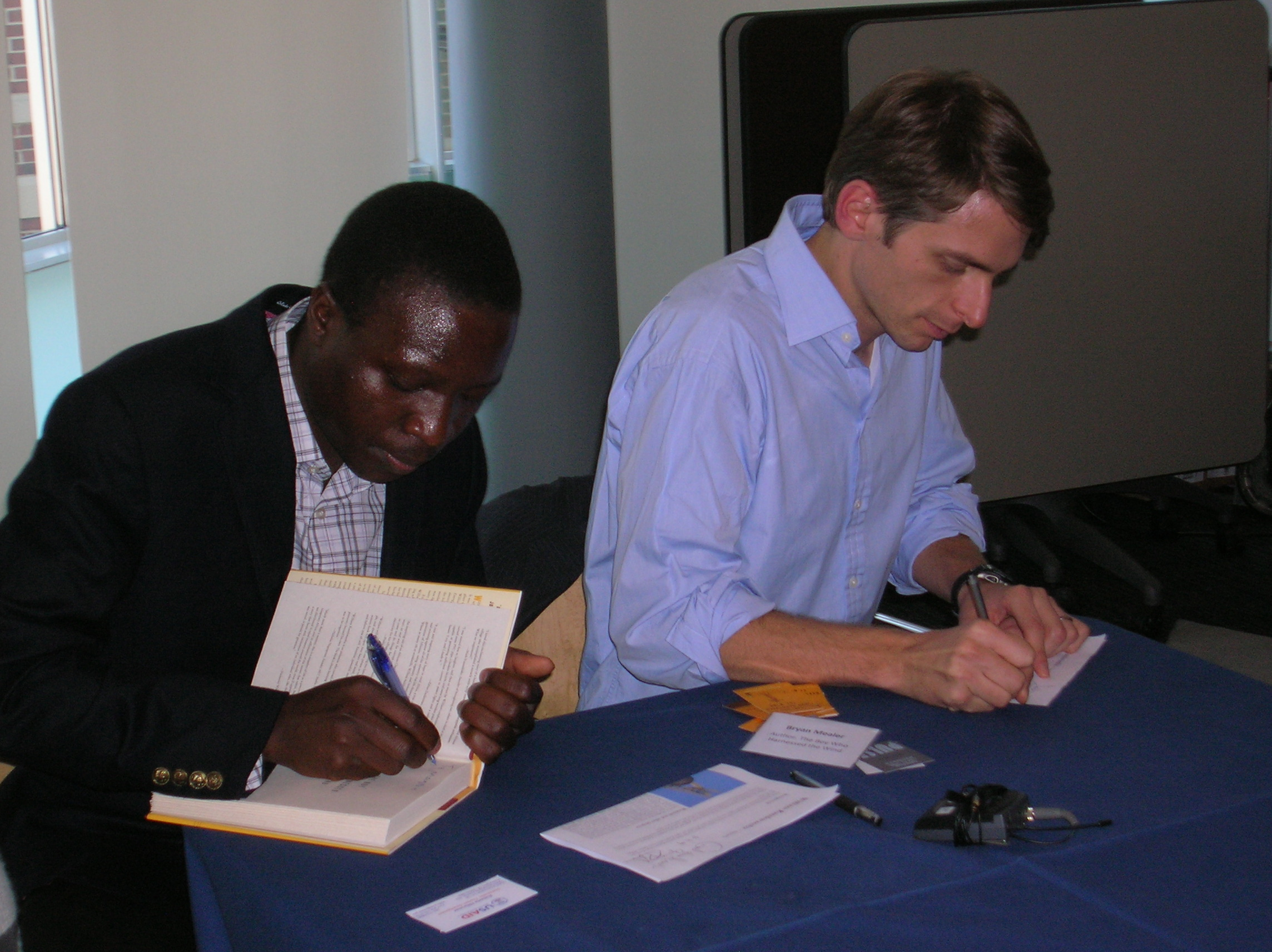
Камквамба подписывает свои книги

Газета Daily Times в Блантайре, коммерческой столице Малави, в ноябре 2006 года опубликовала статью о ветряной турбине Камквамбы. Эта история распространилась по блогосфере, и директор конференции TED Эмека Окафор пригласил Камквамбу выступить на TEDGlobal 2007 в Аруше (Танзания) в качестве гостя. Его речь тронула аудиторию, и несколько венчурных капиталистов на конференции пообещали помочь ему получить среднее образование. Его история получила освещение в американской газете The Wall Street Journal. Камквамба поступил в Африканский библейский колледж в Лилонгве. Затем он получил стипендию в Африканской академии лидерства и в 2014 году окончил Дартмутский колледж в Ганновере, штат Нью-Гэмпшир (США).
Камквамба — герой документального фильма William and the Windmill («Уильям и ветряная мельница»), получившего гран-при за лучший документальный фильм на кинофестивале South By Southwest 2013 года в Остине, штат Техас.
В 2013 году журнал TIME назвал Камквамбу одним из «30 человек до 30 лет, которые меняют мир».
В 2019 году по книге Камквамбы «Мальчик, который обуздал ветер» был снят одноимённый фильм с Чиветелем Эджиофором в главной роли.